# Mięsień dłoniowy krótki

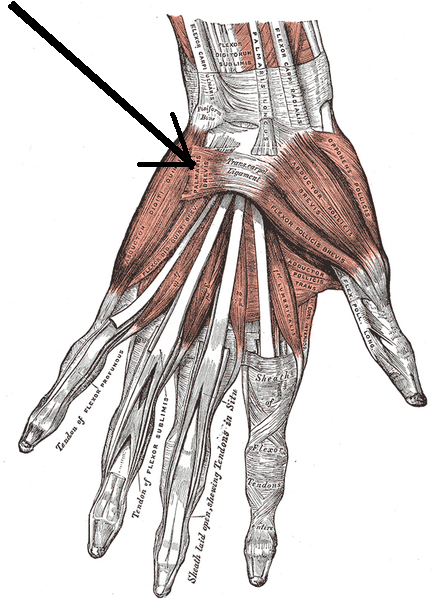
Mięsień dłoniowy krótki oznaczony strzałką.

Mięsień dłoniowy krótki (łac. musculus palmaris brevis) – w anatomii człowieka mały, czworoboczny mięsień ręki, leżący w kłębiku najbardziej powierzchownie, tuż pod skórą. Przebiega on poprzecznie od łokciowego brzegu rozcięgna dłoniowego i troczka zginaczy do skóry w okolicy przyśrodkowego (łokciowego) brzegu ręki. Unaczyniony jest przez tętnicę łokciową, a unerwiony przez gałąź powierzchowną nerwu łokciowego. Może marszczyć skórę w okolicy brzegu łokciowego ręki i pomagać przy chwytaniu. Stanowi ochronę dla tętnicy łokciowej, żył i nerwu łokciowego. Jest mięśniem szczątkowym, często nie występującym.